# المركز المالي الدولي
المركز المالي الدولي ناطحة سحاب في هونغ كونغ يبلغ ارتفاعها 412 متر، أنجزت ما بين عامي 1997-2003 في وسط جزيرة هونغ كونغ. الناطحة تعد ضمن المرتبة 33 عالميًا.